# 더 히포드롬
더 히포드롬(영어: The Hippodrome)는 미국 아이오와주 워털루에 위치한 실내 경기장이다. 과거 [[|전미 농구 리그 (1937년)|NBL]]/NBA 워털루 호크스의 홈경기장으로 사용했다.